# Ghislain Cloquet
Ghislain Pierre Cloquet (Antwerpen (België), 18 november 1924 - Montainville (Frankrijk), 2 november 1981) was een Frans cameraman, director of photography en filmpedagoog van Belgische afkomst. In 1981 won hij de Academy Award voor Beste Cinematografie voor de uitbeelding van de film Tess van Roman Polański.

## Levensloop
Cloquet was de zoon van een Belgische architect en zijn Franse vrouw. In 1940 verhuisde het gezin Cloquet definitief naar Parijs en de kinderen kregen daarbij de nationaliteit van hun moeder.
Hij studeerde vanaf 1943 aan de Parijse École Louis-Lumière waar hij de specialisatie cinematografie volgde en onderbrak zijn studies om in het verzet te gaan. In 1946 hernam hij zijn studies aan het Institut des hautes études cinématographiques (IDHEC) en studeerde er het daaropvolgende jaar af.
Na een tweetal jaren camera-assistent te zijn geweest van onder meer Christian Matras en Edmond Séchan draaide Cloquet vanaf 1949 als cameraman een aantal korte documentaires. In 1954 ging hij aan de IDHEC aan de slag als lesgever.
In 1955 trok regisseur Alain Resnais hem aan voor de verfilming van de documentaire Nuit et Brouillard. De naam van Cloquet was gevestigd en hij werd een veelgevraagd director of photography om thema's zoals angst, dood en eenzaamheid uit te beelden. Hij werkte samen met bekende regisseurs zoals Robert Bresson, Jacques Demy, Jacques Becker, Louis Malle en André Delvaux.
Deze laatste had in 1962 in Brussel het Institut national supérieur des arts du spectacle (INSAS) opgericht (de Franstalige tegenhanger van het Rits). Cloquet verliet het IDHEC en ging vanaf dat ogenblik gedurende een tweetal maanden per jaar lesgeven aan het INSAS. In 1974 keerde hij terug naar het IDHEC als directeur vorming en bleef dit tot aan zijn dood.
Ondertussen bleef Cloquet films draaien. Voor André Delvaux draaide hij in 1965 De man die zijn haar kort liet knippen. Vooral in de jaren 1970 kreeg hij veel waardering voor zijn camerawerk. In 1975 vertrouwde Woody Allen hem de cinematografie van zijn komedie Love and Death toe. Cloquets meesterwerk was echter de verfilming van Tess van Roman Polański. Oorspronkelijk was Geoffrey Unsworth door Polanski gevraagd maar hij overleed plots na enkele draaidagen. Cloquet nam het werk van Unsworth over en kreeg hiervoor (samen met Unsworth) in 1980 de César en in 1981 de Academy Award en de British Academy Film Award voor de Beste Cinematografie.
Four Friends van Arthur Penn uit 1981 was zijn laatste film. Korte tijd nadat de film voltooid was, stierf hij op 56-jarige leeftijd. In totaal stond Cloquet in ruim vijftig films achter de camera.
Cloquet huwde drie keer. Zijn tweede huwelijk was met Sophie Becker, de dochter van regisseur Jacques Becker. Hij had drie kinderen, twee uit zijn eerste huwelijk en één uit zijn tweede huwelijk.

## Filmografie (selectie)
- 1953 : Saint-Tropez, devoir de vacances, kortfilm van Paul Paviot
- 1953 : Les statues meurent aussi van Alain Resnais en Chris Marker
- 1955 : Nuit et Brouillard van Alain Resnais
- 1956 : Toute la mémoire du monde van Alain Resnais
- 1960 : Les Honneurs de la guerre van Jean Dewever
- 1960 : Classe tous risques van Claude Sautet
- 1960 : Le Trou van Jacques Becker
- 1961 : Un nommé La Rocca van Jean Becker
- 1961 : La Belle Américaine van Robert Dhéry
- 1961 : Carillons sans joie van Charles Brabant
- 1963 : Le Feu follet van Louis Malle
- 1965 : De man die zijn haar kort liet knippen van André Delvaux
- 1965 : Pas de caviar pour tante Olga van Jean Becker
- 1965 : Mickey One van Arthur Penn
- 1966 : Au hasard Balthazar van Robert Bresson
- 1967 : Mouchette van Robert Bresson
- 1967 : Les Demoiselles de Rochefort van Jacques Demy
- 1968 : Un soir, un train van André Delvaux
- 1968 : Benjamin ou les Mémoires d'un puceau van Michel Deville
- 1969 : Une femme douce van Robert Bresson
- 1969 : Mazel Tov ou le Mariage van Claude Berri
- 1970 : Peau d'âne van Jacques Demy
- 1970 : La Maison des bories van Jacques Doniol-Valcroze
- 1971 : Rendez-vous à Bray van André Delvaux
- 1972 : Nathalie Granger van Marguerite Duras
- 1972 : Faustine et le Bel Été van Nina Companeez
- 1973 : Dites-le avec des fleurs van Pierre Grimblat
- 1973 : Belle van André Delvaux
- 1973 : Au rendez-vous de la mort joyeuse van Juan Luis Buñuel
- 1973 : L'Histoire très bonne et très joyeuse de Colinot Trousse-Chemise van Nina Companeez
- 1975 : Love and Death van Woody Allen
- 1976 : Monsieur Albert van Jacques Renard
- 1979 : Tess van Roman Polański
- 1980 : Chère inconnue van Moshé Mizrahi
- 1981 : Four Friends van Arthur Penn